# Engaruka (Tanzania)
Engaruka è una circoscrizione rurale (rural ward) della Tanzania situata nel distretto di Monduli, regione di Arusha. Conta una popolazione di 11 121 abitanti (censimento 2012).